# Tubants
Els tubants (llatí: Tubantes) foren una tribu germànica, aliada als queruscs, que vivia entre el Rin i l'IJssel, i més tard (al començament de l'Imperi) al sud del riu Lippe, en un districte prèviament ocupat pels sigambris. Ptolemeu els situa al sud dels cats, prop del Thüringer Wald, entre els rius Fulda i Werra. Al segle iv eren membres de la confederació dels francs.